# Jonathan Bernardo
Jonathan Mariano Bernardo (San Paolo, 7 novembre 1988) è un calciatore brasiliano, attaccante del Songkhla.